# Haarth
Haarth ist ein Gemeindeteil von Untersiemau im oberfränkischen Landkreis Coburg.

## Lage
Haarth liegt etwa fünf Kilometer südlich von Coburg auf einem Bergrücken etwa 60 Meter oberhalb des Itzgrunds am Fuß des Hohensteins. Gemeindeverbindungsstraßen führen nach Meschenbach, Triebsdorf, Stöppach und Hohenstein.

## Geschichte
Haarth wurde 833/876 erstmals als „Hard“ urkundlich erwähnt. Die nächste Erwähnung war 1231 als „silva Hart“. Die erste Siedlung lag südöstlich der heutigen Ortschaft und wurde im Dreißigjährigen Krieg zerstört.
Anfang des 14. Jahrhunderts lag Haarth im Herrschaftsbereich der Henneberger. 1353 kam der Ort mit dem Coburger Land im Erbgang zu den Wettinern und war somit ab 1485 Teil des Kurfürstentums Sachsen, aus dem später das Herzogtum Sachsen-Coburg hervorging. Haarth gehört seit Jahrhunderten zum evangelisch-lutherischen Kirchensprengel von Scherneck. Das ehemalige Gemeindehaus, ein zweigeschossiger Walmdachbau mit Dachreiter, stammt aus dem 18./19. Jahrhundert.
In einer Volksbefragung am 30. November 1919 stimmten acht Haarther Bürger für den Beitritt des Freistaates Coburg zum thüringischen Staat und 36 dagegen. Somit gehörte ab dem 1. Juli 1920 auch Haarth zum Freistaat Bayern.
Haarth gewann 1957 und 1960 den Wettbewerb „Das Schönere Dorf“ im Landkreis Coburg.
Am 1. Juli 1972 wurde Haarth als Ortsteil in die Gemeinde Untersiemau eingegliedert.

## Einwohnerentwicklung
| Jahr | Einwohnerzahl |
| ---- | ------------- |
| 1910 | 128           |
| 1933 | 140           |
| 1939 | 139           |
| 1970 | 229           |
| 2009 | 463           |
| 2014 | 462           |
| 2020 | 441           |